# Walter Ötsch
Walter Otto Ötsch (* 21 tháng 5 1950) là một kinh tế gia và một nhà nghiên cứu văn hóa.

## Tiểu sử
Sau khi tốt nghiệp đại học Viên về thương mại quốc tế và đại học Linz cũng như bảo vệ bằng tiến sĩ 1980, ông trở thành giáo sư 1990 với luận án Das Sraffa-Paradoxon (Nghịch lý Sraffa). Là giáo sư đại học Johannes Kepler Linz, ông thành lập và điều hành Zentrum für soziale und interkulturelle Kompetenz (Trung tâm Năng lực Xã hội và Liên văn hóa) cũng Institut für die Gesamtanalyse der Wirtschaft (Viện Nghiên cứu Phân tích Toàn diện về Kinh tế) . Cơ quan thứ hai nhằm vào nghiên cứu liên ngành theo nghĩa kinh tế học đa chiều và cũng muốn tham dự vào các cuộc thảo luận liên quan đến chính sách xã hội.
Als Mitbegründer des NLP-Forschungsnetzwerks „The International Laboratory for Mental Space Research“ (ILMSR) wird er als Experte für demagogisch geprägte politische Diskurse von renommierten Medien herangezogen. Seine Untersuchung des „Phänomens Jörg Haider“ ist ein Standardwerk zur Demagogie des jüngeren österreichischen Rechtspopulismus.
Là đồng sáng lập mạng lưới nghiên cứu NLP "Phòng thí nghiệm Quốc tế về Nghiên cứu không gian Tinh thần" (ILMSR) , ông được các phương tiện truyền thông nổi tiếng sử dụng như là một chuyên gia về các cuộc tranh luận chính trị mị dân. Nghiên cứu của ông về "hiện tượng Jörg Haider" là một tác phẩm chuẩn về sự mị dân của chủ nghĩa dân túy cánh hữu của Áo gần đây.
Kể từ tháng 10 năm 2015, Ötsch là giáo sư về kinh tế học và lịch sử văn hoá của Đại học Cusanus, Rheinland-Pfalz, Đức.

## Trọng tâm nghiên cứu
Các lĩnh vực nghiên cứu chính của ông là lịch sử văn hoá về nhận thức, tư duy và suy nghĩ về nền kinh tế, hình ảnh kinh tế, kinh tế và văn hoá, kinh tế học như một nền văn hoá, và các khía cạnh giao tiếp của xã hội và chính trị.
Trong cuốn sách Mythos Markt, ông cố gắng kết hợp lý thuyết tuyên truyền từ Hayek và Lippmann với lý thuyết cân bằng tổng quát tân cổ điển và mô tả các lĩnh vực rộng lớn của nền kinh tế hiện tại như là một dự án tuyên truyền tân tự do. Trong một bài phê bình, ông bị Gérard Bökenkamp cáo buộc tội, tjaro luận hoàn toàn không phân hóa, không biết hoặc không hiểu các trường phái khác nhau.

## Liên kết mạng
- Tác phẩm bởi và về Walter Ötsch trong thư mục catalogue của Thư viện quốc gia Đức

- Persönliche Webpräsenz
- "Österreich sollte eine Warnung für Deutschland sein" , sueddeutsche.de, 16.10.2017, Áo sau cuộc bầu cử quốc hội 2017